# علی سالم البیض
علی سالم البیض (عربی: علي سالم البيض)؛ (زاده ۱۰ فوریه ۱۹۳۹) در منطقه حضرموت به دنیا آمد و دبیرکل حزب سوسیالیست حاکم بود و در سالهای ۱۹۸۶ تا ۱۹۹۰ رئیس‌جمهور، جمهوری دموکراتیک خلق یمن بود. او قرارداد وحدت را با علی عبدالله صالح، رئیس‌جمهور یمن، برای ایجاد جمهوری یمن امضا کرد. در تاریخ ۲۲ مه ۱۹۹۰ پرچم اتحاد در پایتخت جنوب - جمهوری دموکراتیک خلق یمن – را برافراشت.

## زندگی‌نامه
سالم البیض در سال ۱۹۳۹ در روستای معبر در استان حضرموت به دنیا آمد و در آنجا تحصیلات ابتدایی و متوسط خود را سپری کرد.

### فعالیت‌ها
سالم البیض از همان ابتدا به جنبش ملی گرایان عرب پیوست و یکی از شخصیت‌های اصلی در سازماندهی جبهه ملی بود، او عملیات نظامی در منطقه شرقی را بعهده داشت.
«حضر موت - المهره» علیه اشغالگری بریتانیا بود. او چندین دوره نظامی را در قاهره در دهه ۱۹۶۰ گذراند. او همچنین مخالفت جدی‌ای را با ادغام جبهه ملی و جبهه آزادی بود (آنها دارای دو دیدگاه متفاوت از فلسفه انقلاب و مبارزه مسلحانه برای مبارزه بودند). او تصمیم خود مبنی بر خروج خود از جبهه ملی و تشکیل یک سازمان جنجالی به نام جبهه خلق برای آزادی را اعلام کرد. بعد از شکست این ادغام، او به گروه اصلی خود بازگشت و معاونت امور نظامی و امنیتی در دولت موقت را از روز قبل از سالگرد بعهده گرفت.

### مناصب
او همچنین به عنوان وزیر دفاع در دولت برای اولین بار در جمهوری دموکراتیک خلق یمن از زمان استقلال تا سال ۱۹۶۹ خدمت کرد و چند پست دولتی پس از جنبش ۲۲ ژوئن ۱۹۶۹ بعهده داشت. وی عضو دفتر سیاسی جبهه ملی و حزب سوسیالیست بود. اما از پست‌های خود در حزب و دولت در عصر عبدالفتاح اسماعیل بخاطر چند خشونت و سوء استفاده محروم شد؛ ولی او به زودی به صحنه بازگشت،

### کودتا و فرار
وی به عنوان آتش زیر خاکستر در روز خونین ۱۳ ژانویه ۱۹۸۶ در مقر کمیته مرکزی در عدن وارد صحنه عمل شد، اما وی این بار با عبدالفتاح اسماعیل علیه علی ناصر محمد متحد شد و به‌طور معجزه آسایی موفق به فرار از مرگ شد در حالی که نفرات دفتر سیاسی کشته شدند، پس از کشته شدن عبدالفتاح اسماعیل و علی عنتر، علی ناصر محمد فرار کرد.

### توافقنامه، جنگ داخلی و پناهندگی
در سال ۱۹۹۰، سالم البیض، یک توافقنامه وحدت با رئیس‌جمهور علی عبدالله صالح را امضا کرد تا تقسیم قدرت صورت بگیرد ولی روز ۲۱ مه ۱۹۹۴، جنگ داخلی شعله‌ور شد و تا ۷ ژوئیه همان سال با پشتیبانی و حمایت برخی از کشورهای خلیج فارس، ادامه یافت. پس از شکست در جنگ، او به کشور همسایه، عمان پناهنده شد و به او پناهندگی سیاسی و شهروندی را بشرطی دادند که دست به فعالیت سیاسی نزند.

### ادعای استقلال دولت یمن جنوبی
در ۲۱ ماه مه سال ۲۰۰۹ در سالگرد وحدت بین دو بخش یمن، و در قبول فراخوان جنبش‌های مسالمت‌آمیز جنوب در یمن جنوبی، علی سالم البیض به اروپا رفت و هدف خود را که عبارت از قطع رابطه بین یمن دمکراتیک خلقی که خود را رئیس‌جمهور آن در هنگام امضاء وحدت دو یمن می‌خواند اعلام کرده و خواستار جدایی از جمهوری عربی یمن شد و از دولتهای عربی و بین‌المللی خواستار به‌رسمیت شناختن دولت یمن جنوبی شد با این استدلال که وحدت مسالمت‌آمیز بعد از جنگ ۱۹۹۴ دیگر تمام شده‌است و به قول او اشغال یمن جنوبی توسط یمن شمالی پایان یافته‌است این طرح همچنین توسط عوامل حزب سوسیالیست یمن و شیوخ جنوب و گروه‌های مستقل و رهبران مذهبی حمایت می‌شد و همه آن‌ها زیر پرچم جنبش مسالمت‌آمیز جنوب جمع شده و خواستار بازگشت دولت یمن جنوبی مستقل هستند دولتی که قبل از امضاء وحدت بین دو یمن در سال ۱۹۹۰ وجود داشت.